# The Pretty Things Are Going to Hell
The Pretty Things Are Going to Hell is een nummer van de Britse muzikant David Bowie, uitgebracht als de zevende track op zijn album 'hours...' uit 1999. Het nummer werd uitgebracht als de eerste single van het album in Australië en Japan, terwijl de rest van de wereld "Thursday's Child" als eerste single kreeg. Voordat het op  'hours...' voorkwam, stond het nummer op de soundtrack van de film Stigmata uit 1999. De titel van het nummer is geïnspireerd door het nummer "Your Pretty Face Is Going to Hell" van The Stooges. Het album Raw Power, waar dit nummer op verscheen, was geproduceerd door Bowie zelf.
Er bestaat een videoclip voor het nummer, maar deze is nooit uitgebracht. In de video komt Bowie vier van zijn voormalige alter egos tegen (The Man Who Sold the World, Ziggy Stardust, The Thin White Duke en Pierrot), gespeeld door levensgrote, op mannequins lijkende poppen. Bowie gebruikte de laatste twee poppen in de videoclip voor de James Murphy-remix van "Love Is Lost" uit 2013.

## Tracklijst
- Alle nummers geschreven door David Bowie en Reeves Gabrels.

Cd-versie (Australië)
1. "The Pretty Things Are Going to Hell" - 4:40
2. "The Pretty Things Are Going to Hell (edit)" - 3:59
3. "We Shall Go to Town" - 3:56
4. "1917" - 3:27

Cd-versie (Verenigde Staten)
1. "The Pretty Things Are Going to Hell (edit)" - 3:59
2. "The Pretty Things Are Going to Hell (Call out hook #1)" - 0:11
3. "The Pretty Things Are Going to Hell (Call out hook #1)" - 0:11
4. "Thursday's Child (Radio edit)" - 4:25
5. "Thursday's Child (Call out hook #1)" - 0:12
6. "Thursday's Child (Call out hook #2)" - 0:12

## Muzikanten
- David Bowie: zang
- Reeves Gabrels: elektrische gitaar
- Mark Plati: basgitaar
- Mike Levesque: drums